# Leptusa californiana
Leptusa californiana är en skalbaggsart som beskrevs av Roberto Pace 1989. Leptusa californiana ingår i släktet Leptusa och familjen kortvingar. Inga underarter finns listade i Catalogue of Life.